# Lépin-le-Lac
Lépin-le-Lac é uma comuna francesa na região administrativa de Auvérnia-Ródano-Alpes, no departamento de Saboia. Estende-se por uma área de 5,11 km². Em 2010 a comuna tinha 474 habitantes (densidade: 92,8 hab./km²).